# Lastadie (Lübeck)

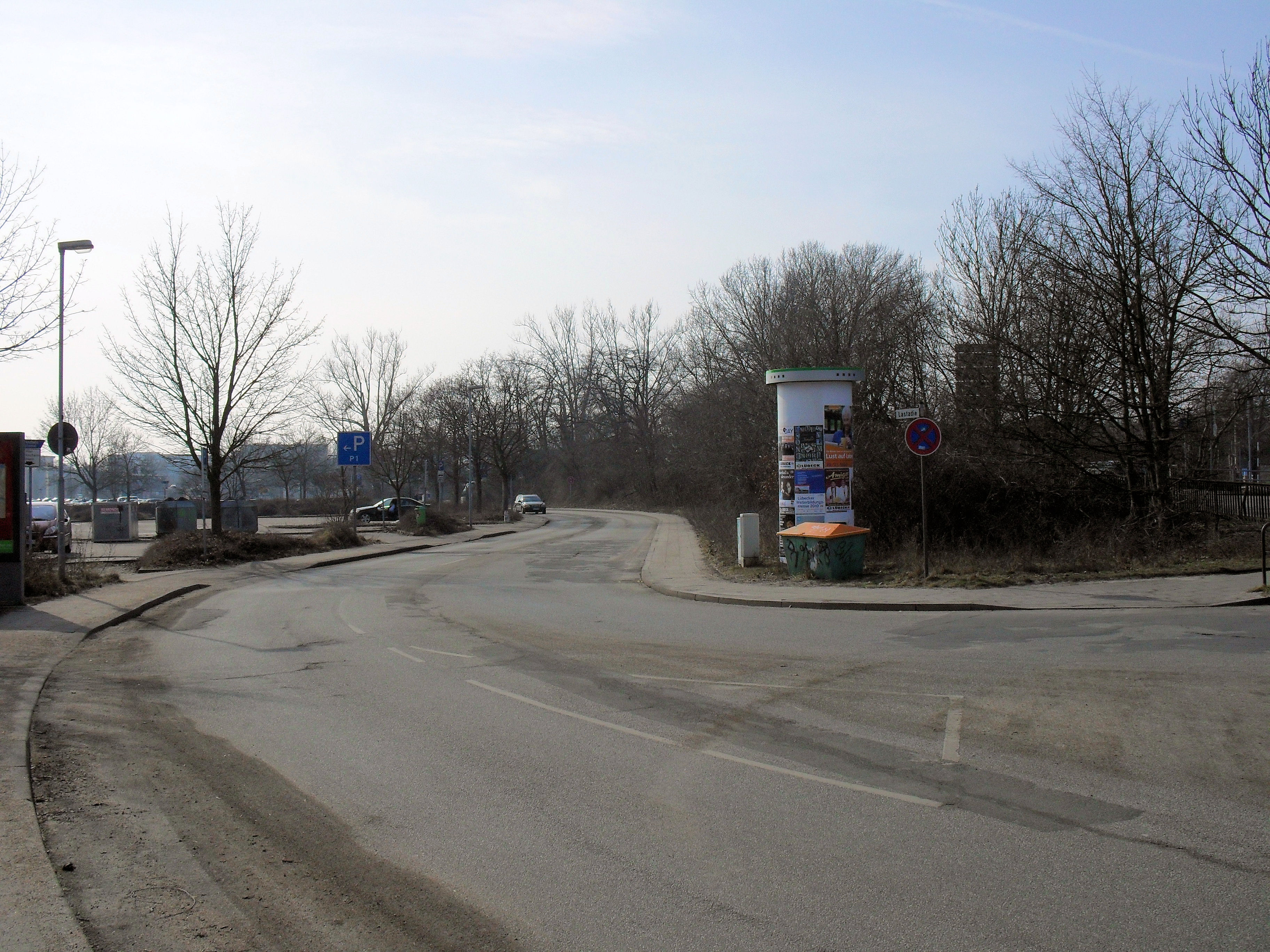
Die Lastadie, Blick von Norden

Der heutige Verlauf der Lastadie, rot markiert auf einem Stadtplan von 1910

Die Lastadie ist eine Straße in Lübeck.

## Lage
Die Lastadie befindet sich auf der Wallhalbinsel, auf dem westlichen Traveufer gegenüber der Straße An der Untertrave. In ihrer heutigen Gestalt verbindet sie die Marienstraße bei der Drehbrücke mit der Willy-Brandt-Allee, in die sie nach Verlauf in Südrichtung durch einen Knick im rechten Winkel kurz vor der Musik- und Kongreßhalle einmündet.

## Geschichte
Die Bezeichnung wird 1548 erstmals als Lastaye urkundlich erwähnt; 1572 ist Lastadige belegt, 1614 Große Lastadie, 1666 Laststade. Die heutige Schreibweise wurde 1852 amtlich festgelegt.
Der Name Lastadie, mit dem ursprünglich ganz allgemein die Schiffsbau- und -ausrüstungsplätze am Traveufer bezeichnet wurden, wurde im Verlauf der Jahrhunderte mit wechselndem Bezug verwendet. Über die längste Zeit seiner Existenz bezeichnete er das für den Bau und die Ausrüstung von Schiffen verwendete Gebiet der Wallhalbinsel, das in seiner Ausdehnung Schwankungen unterworfen war, zeitweise aber die gesamte Länge der Halbinsel vom Holstentor bis zu ihrer Nordspitze umfasste. Als Straßenname wurde die Benennung erst seit der Mitte des 19. Jahrhunderts verstanden, und das zunächst auch nur parallel zur eigentlichen Bedeutung, so lange noch Werftbetriebe auf der Wallhalbinsel ansässig waren.
Der nördliche Abschnitt der Lastadie, oberhalb der 1893 erbauten Drehbrücke, verlor seinen Namen – der hier auch kein Straßenname war – 1899 zugunsten der neuen Bezeichnung Behnkai zu Ehren von Senator Heinrich Theodor Behn, der sich um den Ausbau des Hafens verdient gemacht hatte; im südlichen Teil war der Name zu jener Zeit bereits nicht mehr in Gebrauch, da die alten Schiffsbauplätze durch die Bahnanlagen des alten Hauptbahnhofs verschwunden waren. Dementsprechend war die Lastadie 1894 aus dem Lübecker Adressbuch entfernt worden.
Nach dem Abriss des alten Bahnhofs 1934 wurde eine am Holstentorplatz beginnende und parallel zur Straße Auf der Wallhalbinsel verlaufende neue Straße angelegt, die etwa 250 Meter lang war und den Namen Lastadie erhielt. Sie erschloss die Gewerbebetriebe und den Güterbahnhof, die sich auf dem Gelände des alten Hauptbahnhofs befanden.
Im Zuge der völligen Umgestaltung der Wallhalbinsel zu Beginn der 1990er Jahre, bei der die verbliebenen Bahngleise und Betriebe für die Errichtung eines Hotels und der Musik- und Kongresshalle beseitigt wurden, wurde auch die Lastadie aufgehoben. Der größte Teil der Straße verschwand, ein kleiner Abschnitt wurde dem veränderten neuen Verlauf der Straße Auf der Wallhalbinsel zugeschlagen, die zudem in Willy-Brandt-Allee umbenannt wurde. Der Name Lastadie ging jedoch nicht verloren, sondern wurde der leicht verlegten bisherigen Straße Am Holstenhafen bei der Drehbrücke zugeordnet, die nunmehr die heutige Lastadie bildet.

## Bauwerke
Die Lastadie war Standort zweier heute nicht mehr erhaltener Bauten: Der Dröge und des Gießhauses, die beide zugunsten des Hafenausbaus 1886 vollständig abgebrochen wurden.